# Casa a la placeta Ilia (Vilac)
Casa a la placeta Ilia és una casa de Vilac, al municipi de Vielha e Mijaran (Vall d'Aran) inclosa a l'Inventari del Patrimoni Arquitectònic de Catalunya.

## Descripció
Casa de planta i tipologia tradicional aranesa. La porta està formada per grans blocs de pedra picada que forma una motllura tot al voltant i present a la llinda una cartela dins la qual hi ha en un relleu molt baix amb la següent inscripció, presidida per una creu: "B D: CORS. 1664".